# Noorse mars
De Noorse mars is een compositie van Hjalmar Borgstrøm. Het werk kom niet voor op zijn lijst met opusnummers. Borgstrøm componeerde het werk nog onder zijn eigen naam Hjalmar Jensen, dus het dateert van voor 1888. In 1887 wijzigde hij zijn naam. Van het werk is vrij weinig bekend. Een uitvoeringsdatum is er wel. De Aftenposten van 5 maart 1888 maakt melding van het (waarschijnlijk enige) concert, waarbij dit werk is uitgevoerd. Ole Olsen gaf op 6 maart 1888 leiding aan het Orkest van de Handelsvereniging van Christiania, het toenmalige Oslo. Dat orkest was een amateurorkest. Het verdere programma bestond uit werken van bijvoorbeeld Edward Grieg en Felix Mendelssohn Bartholdy.